# Goldberger Textilipari Gyűjtemény
A Goldberger Textilipari Gyűjtemény  a korábbi Textil- és Textilruházati Ipartörténeti Múzeum (rövid nevén: Textilmúzeum) helyén jött létre. A Textilmúzeum a magyarországi textil- és ruházati ipar tárgyi és szellemi emlékeit megőrző intézmény volt Budapest III. kerületében, Óbudán, amely a hazai textilipar kialakulásában fontos helyszínnek számított. A múzeum ebben az eredeti formájában ma már nem létezik, helyén az Óbudai Múzeum – Goldberger Textilipari Gyűjtemény működik.

## A múzeum története

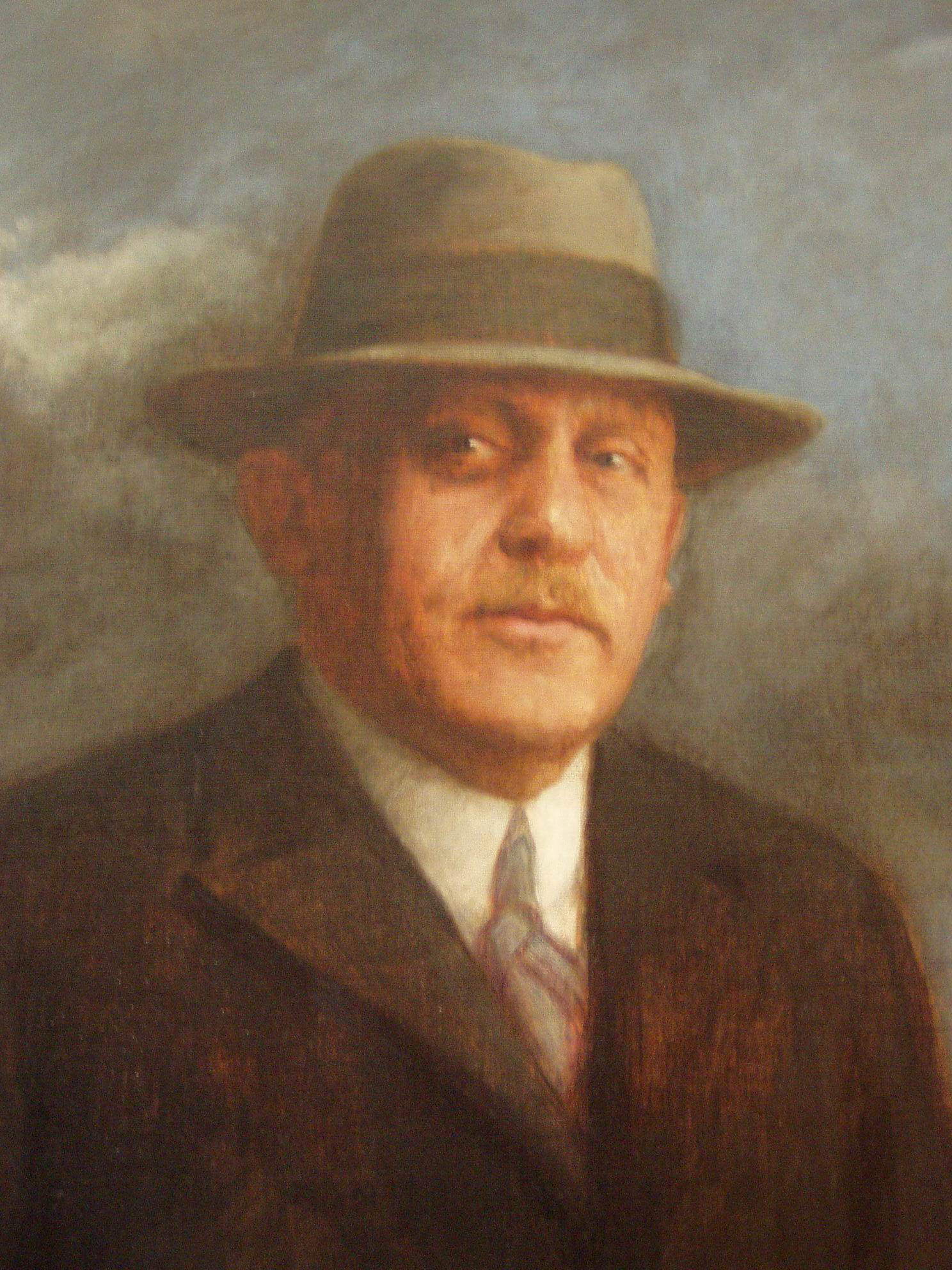
Goldberger Leó arcképe a múzeum gyűjteményében

Egy textilipari ipartörténeti múzeum létrehozásának gondolatát a Textilipari Műszaki és Tudományos Egyesület vetette fel az 1960-as években. 1968-ban, a textilipar államosításának 20. évfordulója alkalmából tartott egyesületi rendezvényen fogalmazódott meg ez az igény, amit az akkori Könnyűipari Minisztérium és a Textilipari Dolgozók Szakszervezete is felkarolt. Az akkori textil- és ruhaipari vállalatok és intézetek vállalatok nagy örömmel fogadták a gondolatot és gyűjteni kezdték a textilipar tárgyi és írásos emlékeit.
Eredetileg  az óbudai Zichy-kastélyt szemelték ki a leendő múzeum helyszínéül, később a volt óbudai zsinagógát szánták erre a célra és az akkor összegyűlt tárgyakat ott is raktározták el. Később azonban szakértők azt állapították meg, hogy ez az épület nem igazán alkalmas erre a célra és 1975-ben a volt Első Magyar Gyapjúmosó-gyár angyalföldi szövödéjének régi épületét jelölték ki a múzeum számára, ahol 1974-ben megszűnt a termelés. Az épület átalakítása 1986-ban fejeződött be, ekkor nyílhatott meg a múzeum. Ehhez a vállalatok jelentős segítséget adtak, például az akkor még működőképes régi gépek újbóli üzembe helyezésével. 1992-ig működött ezen a helyen a múzeum.
A múzeum jelenlegi helyszínét, a volt Goldberger Textilgyár egyik eredeti épületét Endrei Walter technikatörténész professzor és a városvédő tevékenységéről ismert Ráday Mihály kezdeményezésére választották ki. A megvalósításban nagy segítséget nyújtott Vég László, korábbi könnyűipari miniszterhelyettes, később a Pamutnyomóipari Vállalat (PNYV) vezérigazgatója. Ezen a helyen 1972-ben kezdődött meg az épület helyrehozatala és múzeummá alakítása, majd 1999-ben nyílt meg a múzeum a nagyközönség részére is. Fenntartója a Textilmúzeum Alapítvány volt, amely azonban kellő anyagi háttér hiányában 2011 novemberében kénytelen volt átadni a múzeumot Óbuda-Békásmegyer Önkormányzatának.
A múzeum ebben a formájában 2012 végéig állt fenn. Ekkor a fenntartó kellő anyagi háttér hiányában a múzeum épületét és műtárgyállományát felajánlotta a III. kerületi önkormányzatnak, amely felvállalta a gyűjtemény társadalom szolgálatába állításával járó feladatok ellátását és ehhez a megfelelő anyagi háttér biztosítását. Így jött létre 2012. január 1-jén a Goldberger Textilipari Gyűjtemény, amely az Óbudai Múzeum külön intézményi egységeként a korábbi Textilmúzeum felújított épületében kapott helyet. Jelentős belső épületrekonstrukciót és átalakítást hajtott végre, minek következtében 2013 szeptemberében mint az Óbudai Múzeum – Goldberger Textilipari Gyűjteményt nyitotta meg ismét kapuit. Itt elsősorban a volt Goldberger-gyár történetét, fennmaradt relikviáit, valamint a kékfestés technológiáját mutatják be.

## A múzeum épülete

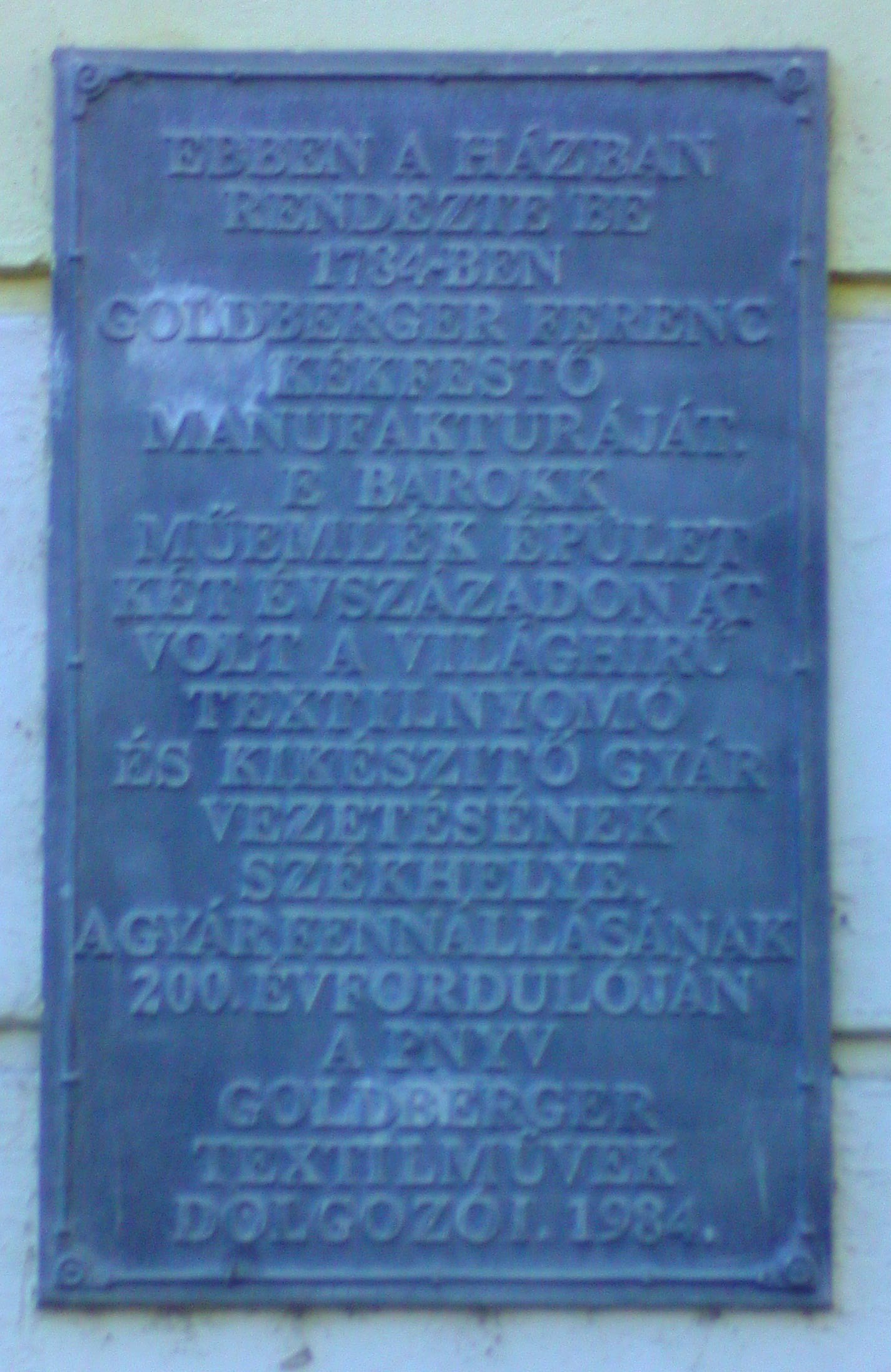
Emléktábla a múzeum falán

Az 1992-ben létrejött Textil- és Textilruházati Ipartörténeti Múzeumi Alapítvány (Textilmúzeum Alapítvány) megszerezte a felszámolt Budaprint Pamutnyomóipari Vállalat (az 1948-as államosításig: Goldberger-gyár) részét képező Lajos u. 136-138. alatti műemlék épületeket és azokat a múzeum részére felújíttatta.
A 18. században épült házakat 1784-ben Goldberger Ferenc  textilkereskedő vásárolta meg és itt alakította ki kékfestő manufaktúráját. A kis családi műhelyből az ország egyik legnagyobb, bő 200 évet megélt textilkombinátja lett, de a két törzsépület végig az óbudai gyár része maradt. Ezek földszinti termeiben működött 1999 és 2011 között a Textilmúzeum.
Az épületek külső jellegük alapján is kitűnik, hogy a 18. század végi formájukat őrzik, többé kevésbé változatlanul:
- Lajos utca 136.: Az utcai szárny zárt sorban épült, egy emeletes, romantikus főhomlokzatú, amelyhez a telek északi oldalán egy emeletes udvari szárny csatlakozik. Hattengelyes, egytagú fő párkányú, a homlokzatot kőlábazat tagolja. A nyeregtetőt homlokzati oldalán két félköríves tetőablak nyitja meg. A kapualjhoz a földszinten emelt szintű  térrész kapcsolódik, lévén az árurakodás ezen a területen folyt a kezdeti időkben.[4]
- Lajos utca 138.: Az utcai szárny zárt sorban épült, egy emeletes utcai szárnyú épület. Hattengelyes, barokk homlokzatú, két szintje között választópárkány található. A ház szimmetriatengelyében kőkeretes, kerékvetős kapu található, amely jelenleg a gyűjtemény főbejárata. A kapu mellett balra és jobbra is emléktábla található. A tetőzetet három halszem formájú tetőablak töri meg.[4]

## A volt Textilmúzeum állandó kiállításai[Megj. 1]

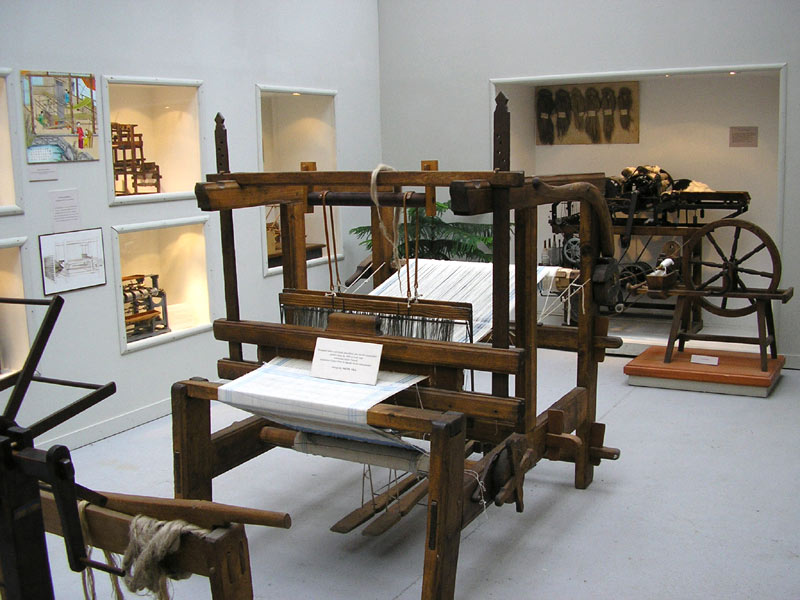
Részlet a Textilmúzeum régi kiállításból (2006)

A tamási tutyi-műhely: A tutyi – a hazai németség által viselt házi papucs – készítése Tamásiban, az utolsó textilipari manufaktúrák egyikében 1991-ig folyt, gépei a korábbi kiállításon voltak láthatók. A bemutatott fából készült ún. Jenny fonógép valószínűleg még a 18–19. század századfordulóján készült. A műhely a tutyi alapanyagát géppel kötött gyapjúkelméből készítette, az erre szolgáló síkkötőgép szintén a kiállítás része volt.

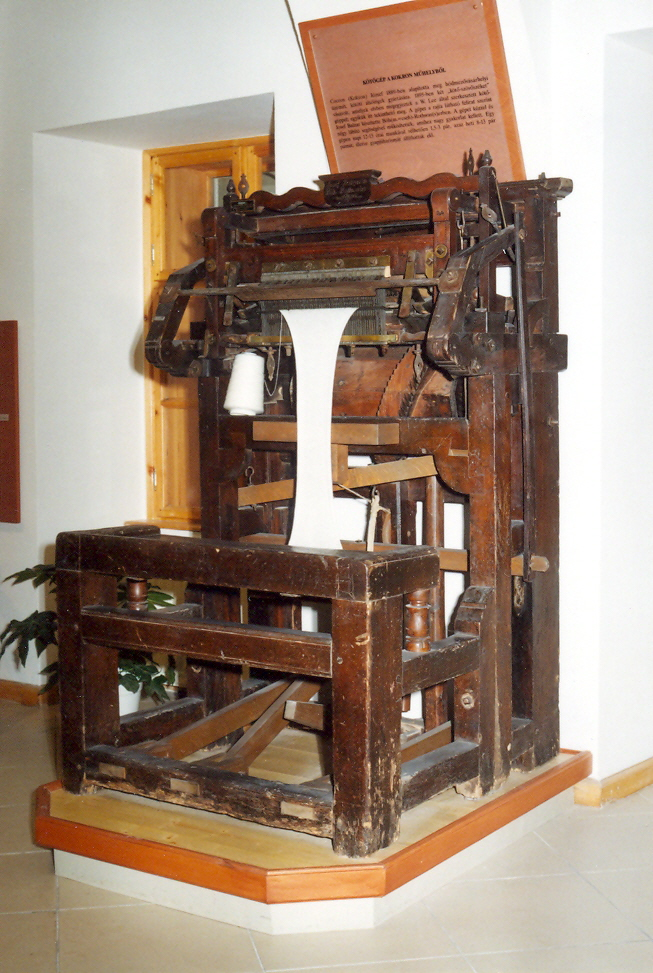
Lee-rendszerű kötőgép az egykori kiállításon (2006)

A textilnyomás története: A textilipar egyik fontos ágazata a textilnyomás. Ennek technikai fejlődéséből is felvillantott részleteket a kiállítás: a hagyományos kékfestéstől;
a kézi nyomást felváltó, de még szakaszosan működő dúcnyomógépen, az úgynevezett perotin-on át;
a hengernyomógépig, amely Európa-szerte forradalmasította az iparág technológiáját.
Ipartörténeti jelentőségű tárgyak: Ipartörténeti különlegesség az 1912-ben készült, lyukszalaggal vezérelt jacquard-selyemszövőgép, mely az egykori kiállítás idején is még üzemképes volt.
Lee-rendszerű kötőgép: Ugyancsak ipartörténeti jelentőségű az az 1895-ből származó favázas, Lee-rendszerű kötőgép, amely eredetileg a hódmezővásárhelyi Kokron gyárban működött.
Válogatás makettekből: A nagyméretű textilipari gépek helyett többségében makettek és másolatok érzékeltették a szövés, a fonás, a kártolás, a konfekciógyártás stb. szerteágazó tevékenységeit. Köztük az Óbudán épült első hazai textilgyár, az ún. filatórium vagy selyemcérnázó makettje is látható volt.
Goldberger emlékblokk: Az egykori kiállítás korabeli fotók, újságcikkek, valamint textíliák mintakönyveinek bemutatásával Goldbergerék vállalkozásának állított emléket.

## A Goldberger Textilipari Gyűjtemény kiállítása

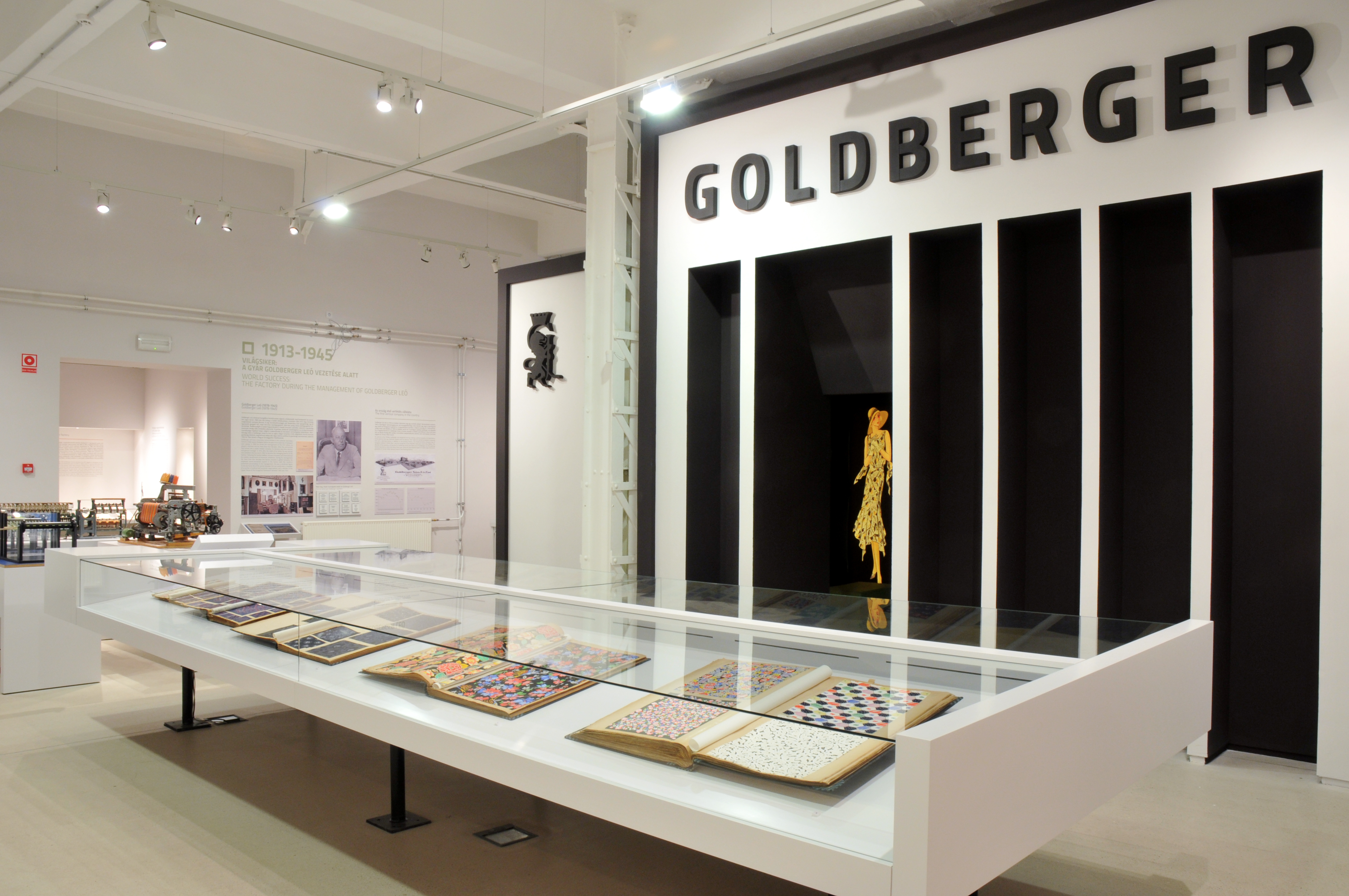
A Goldberger Textilipari Gyűjtemény kiállítása

A Goldberger Textilipari Gyűjtemény célja, hogy egyrészt emléket állítson az 1784-ben Goldberger Ferenc alapította és több mint 200 éven át működött vállalatnak, az első manufaktúra megalapításától a 20. század első felében már világhírű, hatalmas textilgyárig, annak gyönyörű és sikeres termékeivel és a 20. század végére beteljesült sajnálatosan szomorú sorsával, másrészt hogy számos interaktív elem segítségével bemutassa a kékfestés és az abból kifejlődött textilnyomás technikáját.
Az állandó kiállítás mellett múzeumpedagógiai tevékenységet is végeznek: felnőtteknek és gyerekeknek textilfestő tanfolyamokat is szerveznek, amelyeken diplomás iparművész vezetésével megismerhetik a batikolás, a dúcnyomás és a szitanyomás technikájának alapjait.
Az Óbudai Múzeum kezelésében álló Goldberger Textilipari Gyűjtemény műtárgyállománya a volt Textilmúzeum gyűjteményén (műszaki és technológiai eszközök, hazai textilgyárak korabeli termékei, mintakönyvek, konfekcionált textilruházatok és kiegészítők, könyvtári és adattári dokumentumok) alapszik. A hazai textilgyárakból, elsősorban a Goldberger gyárból származó tervrajzok és mintakönyvek egy része az állandó kiállítás részét képezi.

## Megjegyzés
1. ↑  Az itt következő ismertetés a múzeum 2011 végéig tartó működésére vonatkozik. Akkor a múzeum ebben a formájában megszűnt, helyén a Goldberger Textilipari Gyűjtemény működik.